# Seznam útvarů na Ganymedu
Seznam útvarů na Ganymedu uvádí přehled pojmenovaných útvarů na Jupiterově měsíci Ganymedu v členění podle typů:
- řetězce kráterů
- světlé skvrny
- kanály
- planiny
- rýhy

## Řetězce kráterů (Catenae)

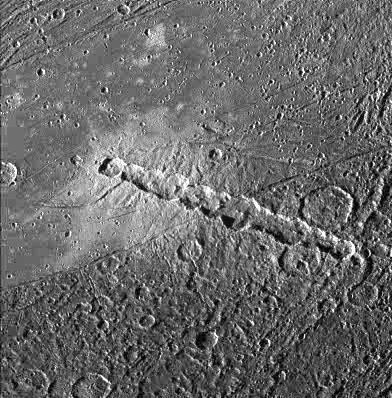
Enki Catena.

Řetězce kráterů na Ganymedu jsou nazvány po bozích starověkého světa.
| Název         | Šířka   | Délka    | Průměr | Rok pojmenování | Eponym                                                            |
| ------------- | ------- | -------- | ------ | --------------- | ----------------------------------------------------------------- |
| Enki Catena   | 38,8° S | 13,6° Z  | 161,3  | 1997            | Ochránce civilizace a kultury v sumersko-akkadské mytologii Enki. |
| Khnum Catena  | 32,9° J | 349,1° Z | 66,0   | 1997            | Egyptský bůh plodnosti Chnum.                                     |
| Nanshe Catena | 15,4° S | 352,9° Z | 103,8  | 1997            | Bohyně pramenů a kanálů Nanše, Enkiho dcera.                      |
| Terah Catena  | 7,1° S  | 277,5° Z | 283,0  | 2000            | Fénický bůh Měsíce Terah.                                         |

## Světlé skvrny (Faculae)

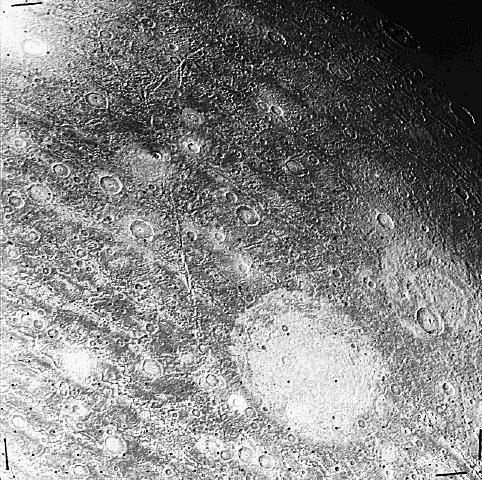
Memphis Facula.

Jejich názvy pocházejí nejčastěji z názvů měst a míst nacházejících se ve starověkém Egyptě.
| Název             | Šířka   | Délka    | Průměr | Rok pojmenování | Eponym                                                                                         |
| ----------------- | ------- | -------- | ------ | --------------- | ---------------------------------------------------------------------------------------------- |
| Abydos Facula     | 33,4° S | 153,4° Z | 180,0  | 1985            | Egyptské město Abydos, kde byl uctíván bůh plodnosti, úrody a současně bůh zemřelých Osiris.   |
| Akhmin Facula     | 27,7° S | 189,5° Z | 245,0  | 1997            | Egyptské město Akhmin, kde byl uctíván bůh plodnosti Min.                                      |
| Bigeh Facula      | 29,0° S | 94,3° Z  | 224,0  | 2000            | Ostrov Bigeh, kde přebýval podle egyptských mýtů bůh Nilu Hapi.                                |
| Busiris Facula    | 15,7° S | 215,4° Z | 369,0  | 1985            | Město Busiris v Dolním Egyptě, kde začal být poprvé uctíván Osiris.                            |
| Buto Facula       | 13,2° S | 203,5° Z | 245,0  | 1985            | Močál, kde egyptská bohyně Isis skryla Osirisovo tělo.                                         |
| Coptos Facula     | 9,9° S  | 209,2° Z | 329,0  | 1985            | Starověké město Coptos, ze kterého vycházely karavany.                                         |
| Dendera Facula    | 0,0° S  | 257,0° Z | 114,0  | 1985            | Město, jehož hlavní bohyní byla egyptská veselosti Hathor.                                     |
| Edfu Facula       | 25,7° S | 147,1° Z | 184,0  | 1985            | Egyptské město Edfu, kde byl uctíván staroegyptský bůh nebes, slunce a světla Hor.             |
| Heliopolis Facula | 18,5° S | 147,2° Z | 50,0   | 1997            | Staroegypské město Heliopolis, hlavní středisko slunečního kultu.                              |
| Hermopolis Facula | 22,4° S | 195,3° Z | 260,0  | 1997            | Místo, kde byl uctíván egyptský prabůh hadů Unut.                                              |
| Memphis Facula    | 14,1° S | 131,9° Z | 361,0  | 1985            | Správní středisko starověkého Egypta v období Staré říše Memfis.                               |
| Ombos Facula      | 4,8° S  | 236,0° Z | 170,0  | 1985            | Egyptské město Ombos (dnes Kom Ombo), kde byl uctíván bůh úrody a plodnosti Sobek.             |
| Punt Facula       | 26,1° J | 242,2° Z | 228,0  | 1985            | Země Punt nacházející se východně od území starověkého Egyptu, Punt Facula byl na kráter Punt. |
| Sais Facula       | 37,9° S | 14,2° Z  | 137,0  | 1988            | Město Sais, které se stalo královským sídelním městem za 26. egyptské dynastie.                |
| Siwah Facula      | 7,0° S  | 143,1° Z | 220,0  | 1985            | Oáza Siwa, kde byl věštbou uznán Alexandr Veliký egyptským faraonem.                           |
| Tettu Facula      | 37,6° S | 161,2° Z | 189,0  | 1985            | Egyptské město Tettu, kde byla uctívána bohyně Nilu Hatmehit a Osiris.                         |
| Thebes Facula     | 7,1° S  | 202,4° Z | 360,0  | 1985            | Théby, za 11. dynastie a za Nové říše hlavní město Egypta.                                     |

## Kanály (Fossae)
| Název         | Šířka   | Délka    | Průměr  | Rok pojmenování | Eponym |
| ------------- | ------- | -------- | ------- | --------------- | --- |
| Lakhamu Fossa | 11,6° J | 227,7° Z | 370,0   | 1985            | Božská přírodní síla nebo drak (had) Lakhamu zrozený ze spojení sumersko-akkadského boha Abzu a bohyně Tiamat. |
| Lakhmu Fossae | 50,4° S | 128,0° Z | 3 700,0 | 1985            | Božská přírodní síla nebo drak (had) Lakhmu zrozený ze spojení sumersko-akkadského boha Abzu a bohyně Tiamat.  |
| Zu Fossae     | 38,5° S | 150,5° Z | 2 900,0 | 1985            | Drak chaosu zabitý akkadským bohem Mardukem.                                                                   |

## Planiny (Regiones)
Názvy byly přiděleny po význačných astronomech spojených s výzkumem Jupiteru a jeho měsíců.
| Název           | Šířka   | Délka    | Průměr  | Rok pojmenování | Eponym                                                 |
| --------------- | ------- | -------- | ------- | --------------- | ------------------------------------------------------ |
| Barnard Regio   | 10,7° J | 19,0° Z  | 3 200,0 | 1979            | Edward Emerson Barnard (1857-1923), americký astronom. |
| Galileo Regio   | 47,0° S | 129,6° Z | 5 000,0 | 1979            | Galileo Galilei (1564-1642), italský astronom.         |
| Marius Regio    | 6,8° S  | 181,2° Z | 4 000,0 | 1979            | Simon Marius (1570-1624), německý astronom.            |
| Nicholson Regio | 33,5° J | 4,8° Z   | 3 900,0 | 1979            | Seth Barnes Nicholson (1891-1963), americký astronom.  |
| Perrine Regio   | 33,2° S | 32,5° Z  | 3 800,0 | 1979            | Charles D, Perrine (1867-1951), americký astronom.     |

## Rýhy (Sulci)

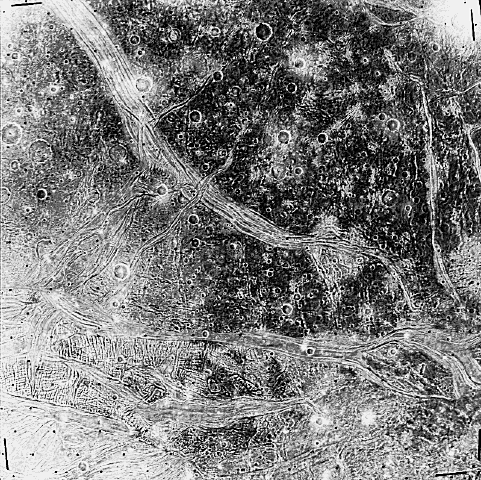
Lagash Sulcus.

| Název            | Šířka   | Délka    | Průměr  | Rok pojmenování | Eponym |
| ---------------- | ------- | -------- | ------- | --------------- | --- |
| Akitu Sulcus     | 38,9° S | 194,3° Z | 365,0   | 1997            | Akitu byla babylonská slavnost jara oslavující Mardukovo vítězství nad Tiamat.                                          |
| Anshar Sulcus    | 18,0° S | 197,9° Z | 1,372,0 | 1979            | Nebeské obydlí nazvané Anshar assyrsko-babylonských bohů Lakhmu a Lakhamu.                                              |
| Apsu Sulci       | 39,4° J | 234,7° Z | 1,950,0 | 1979            | Prvotní oceán Apsu ze sumersko-akkadské mytologie.                                                                      |
| Aquarius Sulcus  | 52,4° S | 3,9° Z   | 1,420,0 | 1979            | Aquarius je souhvězdí, kam podle řecké mytologie vyzvedl Zeus na oblohu syna trojského krále Ganyméda.                  |
| Arbela Sulcus    | 21,1° J | 349,8° Z | 1,940,0 | 1985            | Arbela bylo asyrské město, kde byla uctívána bohyně plodnosti a lásky Ištar.                                            |
| Bubastis Sulci   | 72,3° J | 282,9° Z | 2,651,0 | 1988            | Město Bubastis ve starověkém Egyptě, kde byla uctívána bohyně Bastet.                                                   |
| Byblus Sulcus    | 37,9° S | 199,9° Z | 645,0   | 1997            | Starověké fénické město Byblus.                                                                                         |
| Dardanus Sulcus  | 46,9° J | 17,5° Z  | 2,988,0 | 1979            | Dardanie, místo odkud byl řeckým bohem Diem (přeměněným v orla) unesen Ganymédés.                                       |
| Dukug Sulcus     | 83,5° S | 3,8° Z   | 385,0   | 1985            | Název sumerského pravodstva Dukug, z níž se zrodila prvotní země.                                                       |
| Elam Sulci       | 58,2° S | 200,3° Z | 1,855,0 | 1985            | Elam je název starověkého státu rozkládajícího se v okolí dolního toku řeky Tigris.                                     |
| Erech Sulcus     | 7,3° J  | 179,2° Z | 953,0   | 1985            | Akadské město Erech vybudované podle mýtů Mardukem.                                                                     |
| Harpagia Sulcus  | 11,7° J | 318,7° Z | 1,792,0 | 1985            | Harpagia je podle Strabóna místo, odkud byl unesen orlem Ganymédes.                                                     |
| Hursag Sulcus    | 9,7° J  | 233,1° Z | 750,0   | 1985            | Sumerské pohoří Hursag, kde podle mýtů sídlí větry.                                                                     |
| Kishar Sulcus    | 6,4° J  | 216,6° Z | 1,187,0 | 1979            | Kišar, podle asyrsko-babylonské mytologie dcera bohů Lahmu a Lahamu, matka země.                                        |
| Lagash Sulcus    | 10,9° J | 163,2° Z | 1,575,0 | 1985            | Sumerský městský stát Lagaš v jižní Mezopotámii, jeden z nejstarších států Sumeru a Babylonie.                          |
| Larsa Sulcus     | 3,8° S  | 248,7° Z | 1,000,0 | 2000            | Sumerské město Larsa.                                                                                                   |
| Mashu Sulcus     | 29,8° S | 205,7° Z | 2,960,0 | 1979            | Mashu bylo podle asyrsko-babylonských mýtů pohoří se dvěma vrcholky, kde slunce vycházelo a zapadalo.                   |
| Mysia Sulci      | 7,0° J  | 7,9° Z   | 5,066,0 | 1979            | Mysia byla oblast na severozápadě Malé Asie, odkud byl unesen orlem Ganymédés.                                          |
| Nineveh Sulcus   | 23,5° S | 53,1° Z  | 1,700,0 | 1997            | Ninive bylo asyrské město, kde byla uctívána bohyně plodnosti a lásky Ištar.                                            |
| Nippur Sulcus    | 36,9° S | 185,0° Z | 1,425,0 | 1985            | Nippur bylo významné sumerské město a náboženské středisko.                                                             |
| Nun Sulci        | 49,5° S | 316,4° Z | 1,500,0 | 1979            | Nun byl staroegyptský bůh reprezentující v mytologii prvotní pravodstvo.                                                |
| Philae Sulcus    | 65,5° S | 169,0° Z | 900,0   | 1997            | Philae byl ostrov na Nilu, na němž byl postaven jeden z nejznámějších chrámů starověkého Egypta zasvěcený bohyni Esetě. |
| Philus Sulcus    | 44,1° S | 209,5° Z | 465,0   | 1979            | Místo, kde Ganymédés a Hébé byly uctíváni jako dárci deště.                                                             |
| Phrygia Sulcus   | 12,4° S | 23,5° Z  | 3,700,0 | 1979            | Království Frýgie v Malé Asii, kde se podle řeckých mýtů narodil Ganymédés.                                             |
| Shuruppak Sulcus | 19,3° J | 232,2° Z | 2,800,0 | 2000            | Shuruppak bylo město na břehu řeky Eufrat, kde byla uctívána bohyně úrody a vzduchu Ninlil.                             |
| Sicyon Sulcus    | 32,7° S | 18,5° Z  | 2,125,0 | 1979            | Místo, kde Ganymédés a Hébé byly uctíváni jako dárci deště.                                                             |
| Sippar Sulcus    | 15,4° J | 189,3° Z | 1,508,0 | 1985            | Starověké babylonské město Sippar.                                                                                      |
| Tiamat Sulcus    | 3,4° S  | 208,5° Z | 1,330,0 | 1979            | Podle asyrsko-babylonských mýtů bouřlivý oceán, z kterého vše vzniklo.                                                  |
| Umma Sulcus      | 4,1° S  | 250,0° Z | 1,270,0 | 2000            | Umma bylo starověké sumerské město.                                                                                     |
| Ur Sulcus        | 49,8° S | 177,5W   | 1,145,0 | 1985            | Sumerské město Ur, kde byl uctíván sumerský bůh Měsíce, Nanna.                                                          |
| Uruk Sulcus      | 0,8° S  | 160,3° Z | 2,200,0 | 1979            | Babylonské město Uruk, jehož panovníkem byl Gilgameš.                                                                   |
| Xibalba Sulcus   | 43,8° S | 71,1° Z  | 2,200,0 | 1997            | Xibalbá je mayský název pro podsvětí.                                                                                   |